# Gilbert Gottfried
Gilbert Gottfried (anglès: Gilbert Jeremy Gottfried)  (Coney Island, 28 de febrer de 1955 - Manhattan, 12 d'abril de 2022) va ser un còmic actor estatunidenc.
Gilbert Jeremy Gottfried va ser un comediant i actor estatunidenc. Els seus nombrosos papers en cinema i televisió inclouen la veu o Iago en les pel·lícules i sèries animades Aladdin, Digit LeBoid a Cyberchase, Kraang Subprime a Teen Mutant Ninja Turtles i l'Aflac Duck. Va aparèixer en el crític però comercialment reeixit Problem Child el 1990.

## Biografia
Gilbert Jeremy Gottfried va néixer a Coney Island, al barri de Brooklyn de la ciutat de Nova York el 28 de febrer de 1955, fill de la mestressa de casa Lillian Zimmerman i el propietari de la ferreteria Max Gottfried. El seu pare i el seu avi portaven la botiga, a sobre de la qual vivia la família. Va ser criat en una família jueva, però més tard va dir de la seva educació inusual: "Vaig menjar carn de porc. No celebràvem les festes ni res per l'estil, però sí que érem jueus." Era el germà petit de la fotògrafa Arlene Gottfried (1950–2017).

### Carrera

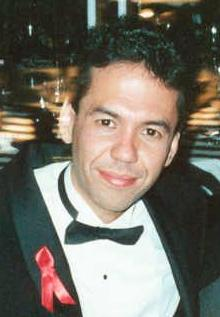
Gottfried el 1991

Als 15 anys, Gottfried va començar a fer comèdia stand-up a Nova York i, finalment, va ser conegut a la zona com un "comediant del còmic". El 1980, Saturday Night Live s'estava remodelant amb un nou personal i nous còmics; els productors es van adonar de Gottfried i el van contractar com a membre del repartiment per a la temporada 6. La persona de Gottfried durant els esbossos de SNL era molt diferent de la seva caracterització posterior: poques vegades parlava amb la seva veu odiosa i xisclona de la seva marca registrada i maig va aixecar els ulls. Durant els 12 episodis, se li va donar molt poc temps d'antena. Gottfried va recordar que un punt era haver de tocar un cadàver en un esbós sobre un organista esportiu contractat per tocar música inadequada en un funeral. Malgrat això, tenia un personatge recurrent (Leo Waxman, marit de Pinky Waxman de Denny Dillon a l'esbós del programa de tertúlies recurrent, "What's It All About?") i dues personificacions de celebritats: David A. Stockman i el controvertit director de cinema Roman Polanski.
L'abril de 1987, Gottfried va encapçalar un especial de comèdia de mitja hora que es va emetre com a part de la sèrie Cinemax Comedy Experiment. Va ser seguit pel pilot de la comèdia de situació Norman's Corner, coescrita per Larry David abans de crear Seinfeld, que tenia Gottfried com el personatge titular. Gottfried va interpretar al comptable Sidney Bernstein a la pel·lícula de 1987 Beverly Hills Cop II que el va reunir amb l'amic i company d'alumne de SNL Eddie Murphy. També el 1987, Gottfried va fer l'aparició debut a The Howard Stern Show, i va fer nombroses aparicions al programa de ràdio durant els següents 25 anys.
Encara que no és habitual, Gottfried va aparèixer a The Amazing Live Sea Monkeys, i va posar la veu de Jerry the Belly Button Elf a Ren i Stimpy. Tres dels seus papers més destacats es van produir els anys 1990, 1991 i 1992, quan va ser l'agent d'adopció Igor Peabody a Problem Child i Problem Child 2 i el lloro Iago a Aladdin. Quan se li va preguntar com es va preparar per al paper, Gottfried va dir: "Vaig fer tot el de DeNiro. Gottfried va repetir el paper a Aladdin: The Return of Jafar, Aladdin and the King of Thieves, la sèrie de televisió i diversos mitjans relacionats, com Kingdom Hearts i House of Mouse. No obstant això, el personatge va ser finalment donat a Alan Tudyk per al remake del 2019. També va fer la veu de Berkeley Beetle a Thumbelina de 1994. Va ser l'amfitrió de l'edició de dissabte d’USA Up All Night durant tota la seva carrera de 1989 a 1998.

## Vida personal
Gottfried es va casar amb Dara Kravitz el 2007 i tenia dos fills.

## Filmografia
- Saturday Night Live: diversos esbossos (1980-1981)
- Beverly Hills Cop II: Sidney Bernstein (1987)
- Hot to Trot: Dentista (1988)
- The adventures of Ford Fairlane: Johnny Crunch (1990)
- Mira qui parla també (Look Who's Talking Too): Joey (1990)
- Superboy: Nick Nack-(1990)
- Problem Child: Peabody (1990)
- Problem Child 2: Peabody (1991)
- Night Court (sèrie de televisió): Oscar Brown (1991)
- Aladdin: Yago (veu) (1992)
- Highway to Hell: Hitler (1992)
- Bonkers: Two-Bits (1993-1995)
- Problem Child: Peabody (1993)
- The Return of Jafar: Iago el lloro (veu) (1994)
- Thumbelina: Berkeley Beetle (veu) (1994)
- Saved by the Bell: Wedding in Las Vegas: Burt Banner (1994)
- Double Dragon (1994)
- Duckman: (paper recurrent) Art DeSalvo (1994-1997)
- Adventures in Wonderland (sèrie de televisió): Mike McNasty (1995)
- Problem Child 3: Junior in Love: Dr. Peabody (1995)
- The Cosby Show (1987)
- Bump in the Night: Stink Bug (1995)
- Twisted Tales of Felix the Cat: Personatges addicionals (1995-1996)
- Aladdin (sèrie de televisió): Iago el lloro (1994-1995)
- Aladdin and the King of Thieves: Iago el lloro (1996)
- Are You Afraid of the Dark?: Roy (1996)
- In the House: Mr Comstock (1996)
- Superman: The Animated Series: Sr Mxyzptlk (1996-2000)
- Adventures from the Book of Virtues (1996)
- Big Bag (1996)
- Def Jam's How to Be a Player (1997)
- Bear in the Big Blue House: Large Possum (veu) (1997)
- Noddy: Jack Frost (1998)
- Hercules: Cilón (1998)
- Dr Dolittle: Gos compulsiu (veu) (1998)
- Dr. Katz, Professional Therapist (sèrie de televisió): ell mateix en els episodis 503 i 506 (1999)
- Clerks: The Animated Series: la veu de Jerry Seinfeld i Patrick Swayze (2000)
- MADtv: aparició especial, un episodi (1997)
- Timon & Pumbaa: El Fuster
- Fairly Odd Pares: Dr. Bender / Wendel (2001-2005)
- Disney House of Mouse i Mickey's House of Villains: Iago el lloro
- Kingdom Hearts: Iago el lloro (2002)
- Kingdom Hearts II: Iago el lloro (2006)
- CSI: Crime Scene Investigation - Temporada 3, Episodi: Last Laugh: Còmic (2003)
- Lemony Snicket's A Series of Unfortunate Events: Duck (2004)
- Cyberchase: Digit i Widget (2002-present)
- The Aristocrats (2005)
- Back by Midnight (2002): Guàrdia de seguretat
- Becker (2003): Un cirurgià plàstic
- Meet Wally Sparks: Harry Karp
- The Tonight Show amb Jay Leno: esbossos diversos
- Son of the Beach: Noccus Johnstein (2002)
- Celebrity Paranormal Project i I Love Toys
- Billy and Mandy Save Christmas: Santa Claus (veu)
- Farce of the Penguins: pingüins (veu) (2007)
- Family Guy: El cavall de Pere (veu)
- My Gym Partner's a Monkey: Rick (veu)
- Hannah Montana Temporada 2: Barney Bitman (2008)
- I Love the New Millennium: 4 episodis (2008)
- The Emperor's New School: 2 temporada 11 episodis (03/12/2007)
- Comedy Central Roast: Bob Saget (2008)
- The Replacements: Ell mateix (2008)
- Back at the Barnyard: Barn Buddy (2008)
- Gilbert Gottfried: Dirty Jokes (1 hora de Showtime Especial) (2008)
- The Lindabury Story (2009)
- The View: el Nan Calent
- The Weird Al Show: Ell mateix
- Pyramid: Ell mateix
- Hollywood Squares: Ell mateix
- Comedy Central Roast: Joan Rivers (2009)
- Seth MacFarlane's Cavalcade of Cartoon Comedy: ell mateix (2009)
- Star-ving (2009)
- Jack and the Beanstalk: Grayson (2010)
- 'Til Death: Tommy (2010)
- Stripperland (2010)
- Comedy Central Roast: David Hasselhoff (2010)
- Robotomy: Psycho / Tickle Me (2010)
- Comedy Central Roast: Donald Trump (2011)
- Law & Order: Special Victims Unit (2011)